# Municipio de Troy (condado de Delaware)
El municipio de Troy (en inglés: Troy Township) es un municipio ubicado en el condado de Delaware en el estado estadounidense de Ohio. En el año 2010 tenía una población de 2115 habitantes y una densidad poblacional de 33,33 personas por km².

## Geografía
El municipio de Troy se encuentra ubicado en las coordenadas 40°22′3″N 83°4′20″O / 40.36750, -83.07222. Según la Oficina del Censo de los Estados Unidos, el municipio tiene una superficie total de 63.46 km², de la cual 60.43 km² corresponden a tierra firme y (4.77%) 3.03 km² es agua.

## Demografía
Según el censo de 2010, había 2115 personas residiendo en el municipio de Troy. La densidad de población era de 33,33 hab./km². De los 2115 habitantes, el municipio de Troy estaba compuesto por el 96.12% blancos, el 0.71% eran afroamericanos, el 0.14% eran amerindios, el 0.43% eran asiáticos, el 0.09% eran isleños del Pacífico, el 0.57% eran de otras razas y el 1.94% pertenecían a dos o más razas. Del total de la población el 1.65% eran hispanos o latinos de cualquier raza.